# Championnats du monde de judo 2015
Navigation
Édition précédente Édition suivante
Les championnats du monde de judo 2015, trente-quatrième édition des championnats du monde de judo, ont eu lieu du 24 août 2015 au 30 août 2015 à Astana, au Kazakhstan.

## Programme
| Jour             | Catégories                 | Phases éliminatoires | Phases finales    |
| ---------------- | -------------------------- | -------------------- | ----------------- |
| Lundi 24 août    | -48 kg / -60 kg            | 11h00 (07h00 CET)    | 17h00 (13h00 CET) |
| Mardi 25 août    | -52 kg / -66 kg            | 11h00 (07h00 CET)    | 17h00 (13h00 CET) |
| Mercredi 26 août | -57 kg / -73 kg            | 11h00 (07h00 CET)    | 17h00 (13h00 CET) |
| Jeudi 27 août    | -63 kg / -81 kg            | 11h00 (07h00 CET)    | 17h00 (13h00 CET) |
| Vendredi 28 août | -70 kg / -78 kg / -90 kg   | 11h00 (07h00 CET)    | 17h00 (13h00 CET) |
| Samedi 29 août   | +78 kg / -100 kg / +100 kg | 11h00 (07h00 CET)    | 17h00 (13h00 CET) |
| Dimanche 30 août | Compétition par équipes    | 10h00 (06h00 CET)    | 16h00 (12h00 CET) |

## Podiums

### Femmes
| Épreuves                          | Or              | Argent              | Bronze                             |
| --------------------------------- | --------------- | ------------------- | ---------------------------------- |
| Moins de 48 kg Poids super-légers | Paula Pareto    | Haruna Asami        | Jeong Bo-kyeong Ami Kondō          |
| Moins de 52 kg Poids mi-légers    | Misato Nakamura | Andreea Chițu       | Érika Miranda Darya Skrypnik       |
| Moins de 57 kg Poids légers       | Kaori Matsumoto | Corina Căprioriu    | Sumiya Dorjsuren Automne Pavia     |
| Moins de 63 kg Poids mi-moyens    | Tina Trstenjak  | Clarisse Agbegnenou | Miku Tashiro Munkhzaya Tsedevsuren |
| Moins de 70 kg Poids moyens       | Gévrise Émane   | María Bernabéu      | Yuri Alvear Fanny-Estelle Posvite  |
| Moins de 78 kg Poids mi-lourds    | Mami Umeki      | Anamari Velenšek    | Luise Malzahn Marhinde Verkerk     |
| Plus de 78 kg Poids lourds        | Yu Song         | Megumi Tachimoto    | Idalys Ortíz Kanae Yamabe          |

### Hommes
| Épreuves                          | Or              | Argent            | Bronze                                 |
| --------------------------------- | --------------- | ----------------- | -------------------------------------- |
| Moins de 60 kg Poids super-légers | Yeldos Smetov   | Rustam Ibrayev    | Kim Won-jin Toru Shishime              |
| Moins de 66 kg Poids mi-légers    | An Baul         | Mikhail Pulyaev   | Golan Pollack Rishod Sobirov           |
| Moins de 73 kg Poids légers       | Shohei Ōno      | Riki Nakaya       | An Chang-rim Sainjargalyn Nyam-Ochir   |
| Moins de 81 kg Poids mi-moyens    | Takanori Nagase | Loïc Pietri       | Victor Penalber Antoine Valois-Fortier |
| Moins de 90 kg Poids moyens       | Gwak Dong-han   | Kirill Denisov    | Mashu Baker Varlam Liparteliani        |
| Moins de 100 kg Poids mi-lourds   | Ryūnosuke Haga  | Karl-Richard Frey | Toma Nikiforov Dimitri Peters          |
| Plus de 100 kg Poids lourds       | Teddy Riner     | Ryū Shichinohe    | Adam Okruashvili Yakiv Khammo          |

### Par équipes
| Épreuves | Femmes           | Hommes           |
| -------- | ---------------- | ---------------- |
| Or       | Japon            | Japon            |
| Argent   | Pologne          | Corée du Sud     |
| Bronze   | Allemagne Russie | Géorgie Mongolie |

## Tableau des médailles
| Rang  | Nation       | Or | Argent | Bronze | Total |
| ----- | ------------ | -- | ------ | ------ | ----- |
| 1     | Japon        | 8  | 4      | 5      | 17    |
| 2     | France       | 2  | 2      | 2      | 6     |
| 3     | Corée du Sud | 2  | 1      | 3      | 6     |
| 4     | Kazakhstan   | 1  | 1      | 0      | 2     |
| 4     | Slovénie     | 1  | 1      | 0      | 2     |
| 6     | Argentine    | 1  | 0      | 0      | 1     |
| 6     | Chine        | 1  | 0      | 0      | 1     |
| 8     | Russie       | 0  | 2      | 1      | 3     |
| 9     | Roumanie     | 0  | 2      | 0      | 2     |
| 10    | Allemagne    | 0  | 1      | 3      | 4     |
| 11    | Espagne      | 0  | 1      | 0      | 1     |
| 11    | Pologne      | 0  | 1      | 0      | 1     |
| 13    | Mongolie     | 0  | 0      | 4      | 4     |
| 14    | Géorgie      | 0  | 0      | 3      | 3     |
| 15    | Brésil       | 0  | 0      | 2      | 2     |
| 16    | Belgique     | 0  | 0      | 1      | 1     |
| 16    | Biélorussie  | 0  | 0      | 1      | 1     |
| 16    | Canada       | 0  | 0      | 1      | 1     |
| 16    | Colombie     | 0  | 0      | 1      | 1     |
| 16    | Cuba         | 0  | 0      | 1      | 1     |
| 16    | Israël       | 0  | 0      | 1      | 1     |
| 16    | Pays-Bas     | 0  | 0      | 1      | 1     |
| 16    | Ouzbékistan  | 0  | 0      | 1      | 1     |
| 16    | Ukraine      | 0  | 0      | 1      | 1     |
| Total | Total        | 16 | 16     | 32     | 64    |